# Europäischer Filmpreis/Bester Kurzfilm
Seit 1998 wird bei den Europäischen Filmpreisen der Beste europäische Kurzfilm (European Film Academy Short Film; früher Prix UIP) geehrt, darunter auch Animations- und Dokumentarfilme.
Alle Nominierten eines Jahres sind angegeben, der Sieger steht jeweils hervorgehoben an erster Stelle.

## 1990er-Jahre
1998
Un jour – Regie: Marie Paccou
1999
Benvenuto in San Salvario (Welcome to San Salvario) – Regie: Enrico Verra
La difference – Regie: Rita Küng
Senhor Jeronimo – Regie: Inès de Medeiro, Produzent: Filmes do Tejo Audiovisuals (LDA)
Vacancy – Regie: Matthias Müller
Wanted – Regie: Milla Moilanen, Produzent: Kroma Productions

## 2000er-Jahre
2000
A mi Gólyánk – Regie: Lívia Gyarmathy, Produzent: BGB Film
De zone – Regie: Ben van Lieshout, Produzent: Van Lieshout Filmprodukties
Ferment – Regie: Tim MacMillan, Produzent: Time-Slice Films Ltd.
I nie opuszcze cie až do smierci – Regie: Maciej Adamek, Produzent: Polish Television Inc., Channel 1 / Documentary Dept
Kovat Miehet – Regie: Maarit Lalli, Produzent: Sputnik Oy
2001
Je t'aime John Wayne – Toby MacDonald
The heist – Dennis Petersen & Frederik Meldal Norgaard
Lo basico – José García Hérnandez
Peau de vache – Gérald Hustache-Mathieu
Å se en båt med seil – Anja Breien
SVITJOD 2000 + – Mårten Nilsson & David Flamholc
Better or Worse? – Jocelyn Cammack
Corpo e Meio – Sandro Aguilar
Copy Shop – Virgil Widrich
Männersache – Sławomir Fabicki
Freunde – Jan Krüger
2002
10 Minuta – Regie: Ahmed Imamovic
Muno – Regie: Bouli Lanners
Nouvelle de la tour L – Regie: Samuel Benchetrit
Nuit de noces – Regie: Olga Baillif
Relativity – Regie: Virginia Heath
Kuvastin – Regie: Tatu Pohjavirta
Mi-Temps – Regie: Mathias Gokalp
Bror min – Regie: Jens Jonsson
Ce vieux rêve qui bouge – Regie: Alain Guiraudie
Procter – Regie: Joachim Trier
Kalózok szeretöje – Regie: Zsófia Péterffy
2003
(A)Torzija – Regie: Stefan Arsenijević
La Chanson-Chanson – Regie: Xavier Diskeuve
At dawning – Regie: Martin Jones
Mamaman – Regie: Iao Lethem
Redd barna – Regie: Terje Rangnes
Kraj urdozenia – Regie: Jacek Bławut
Une e´treinte – Regie: Eskil Vogt
My zhivem na krai – Regie: Victor Asliuk
Le portefeuille – Regie: Vincent Bierrewaerts
Små skred – Regie: Birgitte Stærmose
The Trumouse Show – Regie: Julio Robledo
Velikan – Regie: Alexander Kott
2004
J’attendrai le suivant … – Regie: Philippe Orreindy (Prix UIP Ghent)
7:35 de la mañana – Regie: Nacho Vigalondo (Prix UIP Drama)
Alt i alt – Regie: Torbjørn Skårild (Prix UIP Cracow)
Les baisers des autres – Regie: Carine Tardieu (Prix UIP Valladolid)
Un cartus de kent si un pachet de cafea – Regie: Cristi Puiu (Prix UIP Berlin)
Fender Bender – Regie: Daniel Elliott (Prix UIP Tampere)
Goodbye – Regie: Steve Hudson (Prix UIP Venezia)
Ich und das Universum – Regie: Hajo Schomerus (Prix UIP Sarajevo)
Love Me or Leave Me Alone – Regie: Duane Hopkins (Prix UIP Vila do Conde)
La nariz de Cleopatra – Regie: Richard Jordan (Prix UIP Edinburgh)
Panique au village: Les voleurs des cartes – Regie: Vincent Patar und Stéphane Aubier (Prix UIP Grimstad)
Poveste la scara „C“ – Regie: Cristian Nemescu (Prix UIP Angers)
2005
Undressing My Mother – Regie: Ken Wardrop (Prix UIP Tampere)
A Serpente – Regie: Sandro Aguilar (Prix UIP Vila do Conde)
Bawke – Regie: Hisham Zaman (Prix UIP Grimstad)
Butterflies – Regie: Max Jacoby (Prix UIP Venezia)
Flatlife – Regie: Jonas Geirnaert (Prix UIP Angers)
Hoi maya – Regie: Claudia Lorenz (Prix UIP Berlin)
Little Terrorist – Regie: Ashvin Kumar (Prix UIP Ghent)
Minotauromaquia, Pablo en el laberinto – Regie: Juan Pablo Etcheverry (Prix UIP Drama)
Prva plata – Regie: Alen Drljević (Prix UIP Sarajevo)
Rain Is Falling – Regie: Holger Ernst (Prix UIP Valladolid)
Randevú – Regie: Ferenc Cakó (Prix UIP Valladolid)
Scen Nr. 6882 ur mitt liv – Regie: Ruben Östlund (Prix UIP Edinburgh)
Toz – Regie: Halit Fatih Kizilgok (Prix UIP Cracow)
2006
Before Dawn – Regie: Bálint Kenyeres (Prix UIP Tampere)
Delivery – Regie: Till Nowak (Prix UIP Ghent)
Vincent – Regie: Giulio Ricciarelli (Prix UIP Valladolid)
Pistache – Regie: Valérie Pirson (Prix UIP Angers)
Meander – Regie: Joke Liberge (Prix UIP Rotterdam)
El Cerco – Regie: Ricardo Íscar und Nacho Martín (Prix UIP Berlin)
For Intérieur – Regie: Patrick Poubel (Prix UIP Cracow)
Sniffer – Regie: Bobbie Peers (Prix UIP Grimstad)
By the Kiss – Regie: Yann Gonzalez (Prix UIP Vila do Conde)
Zakaria – Regie: Gianluca und Massimiliano De Serio (Prix UIP Edinburgh)
Sretan Put Nedime – Regie: Marko Šantić (Prix UIP Sarajevo)
The Making of Parts – Regie: Daniel Elliott (Prix UIP Venezia)
Comme un Air... – Regie: Yohann Gloaguen (Prix UIP Drama)
Aldrig som fösta gången – Regie: Jonas Odell (Prix UIP Cork)
2007
Erlösung (Alumbramiento) – Regie: Eduardo Chapero-Jackson (Prix UIP Venezia)
Adjustment – Regie: Ian Mackinnon (Prix UIP Angers)
Amin – Regie: David Dusa (Prix UIP Rotterdam)
Dad – Regie: Daniel Mulloy (Prix UIP Cracow)
Le dinner – Regie: Cécile Vernant (Prix UIP Valladolid)
Dreams and Desires: Family Ties – Regie: Joanna Quinn (Prix UIP Tampere)
Kwiz – Regie: Renaud Callebaut (Prix UIP Ghent)
Plot Point – Regie: Nicolas Provost (Prix UIP Vila do Conde)
Rotten Apple – Regie: Raliza Petrowa (Prix UIP Berlin)
Salvador – Regie: Abdelatif Hwidar (Prix UIP Drama)
Soft – Regie: Simon Ellis (Prix UIP Edinburgh)
Tokyo Jim – Regie: Jamie Rafn (Prix UIP Sarajevo)
Tommy – Regie: Ole Giæver (Prix UIP Grimstad)
2008
Frankie – Regie: Darren Thornton (Prix UIP Berlin)
The Apology Line – Regie: James Lees (Prix UIP Cork 2008)
Un bisou pour le monde – Regie: Cyril Paris (Prix UIP Valladolid)
Joy – Regie: Joe Lawlor und Christine Molloy (Prix UIP Rotterdam)
Love You More – Regie: Sam Taylor-Wood (Prix UIP Vila do Conde)
De onbaatzuchtigen – Regie: Koen Dejaegher (Prix UIP Venedig)
The Pearce Sisters – Regie: Luis Cook (Prix UIP Tampere)
Procrastination – Regie: Johnny Kelly (Prix UIP Angers)
Raak – Regie: Hanro Smitsman (Prix UIP Gent)
Smáfuglar – Regie: Rúnar Rúnarsson (Prix UIP Edinburgh)
Time Is Running Out – Regie: Marc Reisbig (Prix UIP Krakau)
Tolerantia – Regie: Ivan Ramadan (Prix UIP Sarajewo)
Türelem – Regie: Laszlo Nemes (Prix UIP Drama)
Uguns – Regie: Laila Pakalnina (Prix UIP Grimstad)
2009
Poste Restante – Regie: Marcel Łoziński (Sieger auf dem Festival von Krakau)
14 – Regie: Asitha Ameresekere (Cork)
Between Dreams – Regie: Iris Olsson (Grimstad)
Bonne nuit – Regie: Valéry Rosier (Drama)
The Herd – Regie: Ken Wardrop (Sarajewo)
Lägg M för mord – Regie: Magnus Holmgren (Valladolid)
Die Leiden des Herrn Karpf – Der Geburtstag – Regie: Lola Randl (Berlin)
Peter in Radioland – Regie: Johanna Wagner (Edinburgh)
Renovare – Regie: Paul Negoescu (Vila do Conde)
Sinner – Regie: Meni Philip (Venedig)
Szklana pułapka – Regie: Paweł Ferdek (Tampere)
Was bleibt – Regie: David Nawrath (Angers)
Zwemles – Regie: Danny de Vent (Gent)

## 2010er-Jahre
2010
Hanoi – Warszawa – Regie: Katarzyna Klimkiewicz
Amor – Regie: Thomas Wangsmo
Ampelmann – Regie: Giulio Ricciarelli
Les escargots de Joseph – Regie: Sophie Roze
Blijf bij me, weg – Regie: Paloma Aguilera Valdebenito
Ønskebørn – Regie: Birgitte Stærmose
Venus vs Me – Regie: Nathalie Teirlinck
Lumikko – Regie: Miia Tervo
Tussilago – Regie: Jonas Odell
María’s Way – Regie: Anne Milne
Talleres clandestinos – Regie: Catalina Molina
Rendez-vous à Stella-Plage – Regie: Shalimar Preuss
Diarchia – Regie: Ferdinando Cito Filomarino
The External World – Regie: David O’Reilly
Itt vagyok – Regie: Bálint Szimler
2011
The Wholly Family – Regie: Terry Gilliam
Berik – Regie: Daniel Joseph Borgman
Små barn, stora ord – Regie: Lisa James-Larsson
Händelse vid bank – Regie: Ruben Östlund
Derby – Regie: Paul Negoescu
Jessi – Regie: Mariejosephin Schneider
I lupi – Regie: Alberto de Michele
Återfödelsen – Regie: Hugo Lilja
Apele tac – Regie: Anca Miruna Lăzărescu
Paparazzi – Regie: Piotr Bernas
La gran carrera – Regie: Kote Camacho
Dimanches – Regie: Valéry Rosier
Tse – Regie: Roee Rosen
Opowiesci z chlodni – Regie: Grzegorz Jaroszuk
Hypercrisis – Regie: Josef Dabernig
2012
Superman, Spiderman sau Batman – Regie: Tudor Giurgiu
Demain, ça sera bien – Regie: Pauline Gay
Two Hearts – Regie: Darren Thornton
Miten marjoja poimitaan – Regie: Elina Talvensaari
Lambassadeut et moi – Regie: Jan Czarlewski
Im Freien – Regie: Albert Sackl
Vilaine fille mauvais garçon – Regie: Justine Triet
Csicska – Regie: Attila Till
Villa Antropoff – Regie: Vladimir Leschiov & Kaspar Jancis
Sessiz / Bé deng – Regie: L. Rezan Yeşilbaş
Manhanhã de Santo António – Regie: João Pedro Rodrigues
Back of Beyond – Regie: Michael Lennox
Titloi telous – Regie: Yorgos Zois
Einspruch VI – Regie: Rolando Colla
2013
Death of a Shadow (Dood van een schaduw) – Regie: Tom Van Avermaet
La lampe au beurre de yak – Regie: Hu Wei
Cut – Regie: Christoph Girardet, Matthias Müller
Houses with Small Windows – Regie: Bülent Öztürk
Skok – Regie: Petar Waltschanow, Kristina Grosewa
Letter – Regie: Sergei Loznitsa
Morning – Regie: Cathy Brady
Misterio – Regie: Chema García Ibarra
ЯДЕРНІ ВІДХОДИ / Yaderni Wydhody – Regie: Myroslaw Slaboschpyzkyj
Orbit Ever After – Regie: Jamie Stone
A Story for the Modlins – Regie: Sergio Oksman
Sonntag 3 – Regie: Jochen Kuhn
Though I Know the River is Dry – Regie: Omar Robert Hamilton
As ondas – Regie: Miguel Fonseca
Zima – Regie: Cristina Picchi
2014
The Chicken – Regie: Una Gunjak (Deutschland, Kroatien)
2015
Picnic (Piknik) – Regie: Jure Pavlović (Kroatien)
2016
9 Days – From My Window in Aleppo – Regie: Thomas Vroege, Floor van der Meulen, Issa Touma (Niederlande, Syrien)
90 Grad Nord – Regie: Detsky Graffam (Deutschland)
El adiós – Regie: Clara Roquet (Spanien)
Amalimbo – Regie: Juan Pablo Libossart (Schweden, Estland)
Edmond – Regie: Nina Gantz (Vereinigtes Königreich)
Home – Regie: Daniel Mulloy (Kosovo, Vereinigtes Königreich)
L’immense retour – Regie: Manon Coubia (Belgien, Frankreich)
In the Distance – Regie: Florian Grolig (Deutschland)
Limbo – Regie: Konstantina Kotzamani (Frankreich, Griechenland)
A Man Returned – Regie: Mahdi Fleifel (Vereinigtes Königreich, Libanon, Dänemark, Niederlande)
Le mur – Regie: Samuel Lampaert (Belgien)
Shooting Star (ПАДАЩА ЗВЕЗДА) – Regie: Ljubo Jontschew (Bulgarien, Italien)
Small talk – Regie: Even Hafnor, Lisa Brooke Hansen (Norwegen)
Tout le monde aime le bord de la mer – Regie: Keina Espiñeira (Spanien)
Yo no soy de aquí – Regie: Giedrē Žickytē, Maite Alberdi (Chile, Dänemark, Litauen)
2017
Timecode – Regie: Juanjo Giménez
2018
The Years – Regie: Sara Fgaier
Aquaparque – Regie: Ana Moreira
Burkina Brandenburg Komplex – Regie: Ulu Braun
Container – Regie: Sebastian Lang
Wypusk ’97 – Regie: Pawlo Ostrikow
I Signed the Petition – Regie: Mahdi Fleifel
Kapitalistis – Regie: Pablo Muñoz Gomez
Meryem – Regie: Reber Dosky
Prisoner of Society – Regie: Rati Ziteladse
Release the Dogs – Regie: Manue Fleytoux
Shame – Regie: Petar Krumow
The Escape – Regie: Laëtitia Martinoni
Those Who Desire – Regie: Elena López Riera
What’s the Damage – Regie: Heather Phillipson
Wildebeest – Regie: Nicolas Keppens und Matthias Phlips

2019
The Christmas Gift / Cadoul de Craciun – Regie: Bogdan Muresanu
Cães que Ladram aos Pássaros / Dogs barking at birds – Regie: Leonor Teles
Reconstruction / Rekonstrukce – Regie: Jiří Havlíček und Ondřej Novák
The Marvelous Misadventures of the Stone Lady / Les extraordinaires mésaventures de la jeune fille de pierre – Regie: Gabriel Abrantes
Watermelon Juice / Suc de Syndria – Regie: Irene Moray

## 2020er-Jahre
2020
Nachts sind alle Katzen grau – Regie: Lasse Linder
Genius loci – Regie: Adrien Mérigeau
Past Perfect – Regie: Jorge Jácome
Sun Dog – Regie: Dorian Jespers
Uncle Thomas, Accounting for the Days / Tio Tomás, a contabilidade dos dias – Regie: Regina Pessoa
2021
Nanu Tudor – Regie: Olga Lucovnicova
- Bella – Regie: Thelyia Petraki
- Pa vend – Regie: Samir Karahoda
- Easter Eggs – Regie: Nicolas Keppens
- In Flow of Words – Regie: Eliane Esther Bots

2022
Granny’s Sexual Life (Babičino seksualno življenje) – Regie: Urška Djukić, Émilie Pigeard
- Ice Merchants – Regie: João Gonzalez
- Love, Dad (Milý tati) – Regie: Diana Cam Van Nguyen
- Techno, Mama – Regie: Saulius Baradinskas
- Will My Parents Come to See Me – Regie: Mo Harawe

2023
Hardly Working – Regie: Susanna Flock, Robin Klengel, Leonhard Müllner und Michael Stumpf (Gruppe „Total Refusal“)
- 27 – Regie: Flóra Anna Buda
- Aqueronte – Regie: Manuel Muñoz Rivas
- Flores del otro patio – Regie: Jorge Cadena
- La herida luminosa (Daydreaming So Vividly About Our Spanish Holidays) – Regie: Christian Avilés

2024
Armand – Regie: Halfdan Ullmann Tøndel
- Anul Nou care n-a fost (The New Year That Never Came) – Regie: Bogdan Mureșanu
- Hoard – Regie: Luna Carmoon
- Kneecap – Regie: Rich Peppiatt
- Santosh – Regie: Sandhya Suri
- Toxic (Akiplėša) – Regie: Saulė Bliuvaitė